# Brian George
Brian George (hebreo: בריאן ג'ורג'; Jerusalén, Israel, 1 de julio de 1952) es un actor británico de origen judío quien ha dado voz a personajes animados con acento indio y normalmente interpreta a personajes de origen indio o árabe. Tal vez sus papeles más famosos son el cocinero del restaurante paquistaní Babu Bhatt en Seinfeld y el padre ginecólogo de Rajesh Koothrappali en The Big Bang Theory.

## Filmografía

### Películas
| Año  | Título                    | Papel                    | Notas |
| ---- | ------------------------- | ------------------------ | ----- |
| 1987 | Roxanne                   | Doctor                   |       |
| 1989 | Speed Zone                | Valentino Rosatti        |       |
| 1993 | Robin Hood: Men in Tights | Maitre de la mazmorra    |       |
| 1999 | Inspector Gadget          | Sore Guru                |       |
| 2000 | The Prime Gig             | Nasser                   |       |
| 2000 | Keeping the Faith         | Paulie Chopra            |       |
| 2001 | Ghost World               | Propietario de la Tienda |       |
| 2001 | Bubble Boy                | Push Pop                 |       |
| 2006 | Crumbs                    | Tintorero                |       |
| 2006 | Employee of the Month     | Iqbal Raji               |       |
| 2012 | Hotel Transylvania        | Armadura                 | Voz   |
| 2014 | The Boxtrolls             | Boulanger                | Voz   |
| 2014 | Beethoven's Treasure Tail | Trentino                 | Video |

### Televisión
| Año       | Televisión                               | Rol                               | Notas                                             |
| --------- | ---------------------------------------- | --------------------------------- | ------------------------------------------------- |
| 1991      | Married... with Children                 | Chef                              | Episodio: "Look Who's Barking"                    |
| 1991–98   | Seinfeld                                 | Babu Bhatt                        | 3 episodios                                       |
| 1992      | Quantum Leap                             | Ben                               | Episodio: "Moments to Live - May 4, 1985"         |
| 1992-1993 | Entrenador                               | Rami                              | 3 episodios                                       |
| 1993-1995 | La Pantera Rosa                          | Inspector                         | 6 episodios                                       |
| 1994      | Melrose Place                            | Cliente                           | Episodio: "Love, Mancini Style"                   |
| 1994-1996 | Weird Science                            | Sr. Palate                        | 6 episodios                                       |
| 1995      | Ellen                                    | Ranjit                            | 2 episodios                                       |
| 1996      | Superman                                 | Eugenio                           | Voz 1 episodio                                    |
| 1997      | Lois & Clark                             | Misha                             | Episodio: "The Family Hour"                       |
| 1997      | Caroline in the City                     | Mr. Tedescu                       |                                                   |
| 1997      | Star Trek: Espacio profundo nueve        | Richard Bashir                    | Episodio: "Dr. Bashir, I Presume"                 |
| 1999      | Superman                                 | Edil del ayuntamiento             | Voz 1 episodio                                    |
| 2000      | The X-Files                              | Proyecto Médico                   | episodio: "The Sixth Extinction II: Amor Fati"    |
| 2000      | Star Trek: Voyager                       | Embajador O'Zaal                  | 1 episodio                                        |
| 2000-2001 | Bob y Margaret                           | Bob Fish                          | Voz Temporada 3 y Temporada 4 solamente           |
| 2001      | The Chris Isaak Show                     | Dr. Ramu Banerjee                 |                                                   |
| 2001-04   | Lloyd in Space                           | Estación                          | Voz                                               |
| 2002-07   | Kim Possible                             | Duff Killigan                     | Voz                                               |
| 2003-07   | That's So Raven                          | Dr. Sleevemore                    |                                                   |
| 2006      | Avatar: la leyenda de Aang               | Guru Pathik                       | Voz                                               |
|           | NCIS                                     | Dr. Ameen Temani                  | Temporada 4 ep. 23 (Trojan Horse)                 |
| 2007-2019 | The Big Bang Theory                      | Dr. V.M. Koothrappali             | Temporada 1 - presente (recurrente; 10 episodios) |
| 2007      | Los 4400                                 | Claudio Borghi                    | Episodio: "The Starzi Mutation"                   |
| 2008-2009 | El espectacular hombre araña             | Aarón Miles Warren                | Voz                                               |
| 2008–2013 | The Secret Life of the American Teenager | Shakur / Dr. Shakur               | 14 episodios                                      |
| 2008–2014 | Star Wars: The Clone Wars                | Rey Katuunko Chi Cho Ki-Adi-Mundi | Voz                                               |
| 2010      | Phineas y Ferb                           | Tío Sabu                          | Voz                                               |
| 2011-2013 | Linterna Verde: La Serie Animada         | Appa Ali Apsa Hermano Warth LANOS | Voz                                               |
| 2013      | Once Upon a Time in Wonderland           | Viejo prisionero                  |                                                   |
| 2013      | Dog with a Blog                          | Monty Cathcart                    | Episodio: "A New Baby?"                           |
| 2013-2014 | Beware the Batman                        | Profesor Pyg Liam Taylor          | Voz                                               |
| 2015      | Elementary                               | Santhosh                          | 2 episodios                                       |
| 2017      | Prison Break: Resurrección               | Judge                             | 1 episodio                                        |
| 2018-2021 | The Resident                             | Tejan Pravesh                     | Temp.1y4                                          |

### Videojuegos
| Año  | Título                                  | Rol                                                                                        | Notas |
| ---- | --------------------------------------- | ------------------------------------------------------------------------------------------ | ----- |
| 2004 | Fallout: Brotherhood of Steel           | Jefe científico de la bóveda, Tesla robot, Dubois, Robot de servicio, Hieronymous, Salieri | Voz   |
| 2005 | Age of Empires III                      | Sahin Stuart Black                                                                         | Voz   |
| 2006 | Kingdom Hearts II                       | Hector Barbossa                                                                            | Voz   |
| 2007 | Age of Empires III: The Asian Dynasties | Coronel George Edwardson                                                                   | Voz   |
| 2012 | Diablo III                              | Abd al-Hazir                                                                               | Voz   |
| 2012 | Dragon Age II: Legacy                   | Larius                                                                                     | Voz   |
| 2012 | Mass Effect 3                           | Oleg Petrovsky                                                                             | Voz   |
| 2013 | Sly Cooper: Thieves in Time             | Salim Al-Kupar                                                                             | Voz   |
| 2013 | Disney Infinity                         | Hector Barbossa                                                                            | Voz   |
| 2013 | DuckTales Remastered                    | Flintheart Glomgold                                                                        | Voz   |
| 2014 | Diablo III: Reaper of Souls             | Abd al-Hazir                                                                               | Voz   |
| 2014 | Game of Thrones                         | Royland Degore Tazal                                                                       | Voz   |
| 2015 | Disney Infinity 3.0                     | Hector Barbossa                                                                            | Voz   |